# Provincia di Palermo (Regno delle Due Sicilie)
La provincia di Palermo fu la XVI provincia del Regno delle Due Sicilie. Fu istituita nel 1817 con la denominazione di Valle minore di Palermo ed entrò in vigore l'anno seguente.

## Storia
Nel 1812, i Borbone, nel tentativo di modernizzare la Sicilia, divisero i tre tradizionali Valli di Noto, Demone, di Mazara in 23 distretti, secondo i dettami della Costituzione promulgata quell'anno; tuttavia, queste disposizioni non saranno applicate de facto. L'11 ottobre 1817, Re Ferdinando I delle Due Sicilie varò il Real Decreto n. 932, che riformò la ripartizione territoriale del Regno delle Due Sicilie a seguito della fusione della corona napoletana con quella siciliana, raggruppando i distretti in sette valli minori, sedi di Intendenze, sulla falsariga dei departments francesi sorti durante la Rivoluzione del 1789. Tra le sedi d'Intendenza vi era pure Palermo, che comprendeva il distretto omonimo, nonché i distretti di Termini, Cefalù e Corleone.
Il 9 dicembre 1820, con l'emanazione della Costituzione sempre da parte di Re Ferdinando I delle Due Sicilie, i sette valli vennero rinominati province. Al momento della costituzione della provincia, il capoluogo fu lasciato a Palermo.
Con la conquista garibaldina del regno borbonico nel 1860, il 26 agosto, il decreto protodittatoriale n. 170, di Agostino Depretis, intitolato "Legge che chiama in vigore in Sicilia la legge comunale e provinciale del Regno d'Italia", estese anche alla Sicilia la legge Rattazzi, che trasformò i vecchi distretti in circondari. Il Regio Decreto 17 dicembre 1860, n. 4499, sull’annessione delle province siciliane al Regno di Sardegna decretò ufficialmente la soppressione della provincia.

## Suddivisione amministrativa
La provincia era suddivisa in successivi livelli amministrativi, gerarchicamente dipendenti dal precedente. Al livello immediatamente successivo alla provincia, vi erano i distretti che, a loro volta, erano suddivisi in circondari. I circondari erano costituiti dai comuni, l'unità di base della struttura politico-amministrativa dello Stato moderno, ai quali potevano far capo i villaggi, centri a carattere prevalentemente rurale.
La provincia comprendeva 4 distretti, suddivisi complessivamente in 34 circondari, 75 comuni e 48 villaggi istituiti nel 1812 con la Costituzione del Regno di Sicilia e mutati nel tempo, secondo fattori quale l'unione di comuni o la separazione di terre, con la conseguente nascita di nuove città. Nel 1860, le suddivisioni risultavano essere le seguenti:
| Distretto | Circondari       | Comuni                                                                                            | Abitanti (al 1860) |
| --------- | ---------------- | ------------------------------------------------------------------------------------------------- | ------------------ |
| Cefalù    | Alimena          | Alimena                                                                                           | 70 700             |
| Cefalù    | Castelbuono      | Castelbuono, Pollina                                                                              | 70 700             |
| Cefalù    | Cefalù           | Campofelice (oggi Campofelice di Roccella), Cefalù, Lascari                                       | 70 700             |
| Cefalù    | Collesano        | Collesano, Gratteri, Isnello                                                                      | 70 700             |
| Cefalù    | Ganci            | Ganci (oggi Gangi), Geraci (oggi Geraci Siculo)                                                   | 70 700             |
| Cefalù    | Petralia Soprana | Buonpietro, Petralia Soprana                                                                      | 70 700             |
| Cefalù    | Petralia Sottana | Petralia Sottana                                                                                  | 70 700             |
| Cefalù    | Polizzi          | Polizzi (oggi Polizzi Generosa)                                                                   | 70 700             |
| Cefalù    | Santomauro       | Santomauro                                                                                        | 70 700             |
| Corleone  | Bisacquino       | Bisacquino, Campofiorito, Contessa (oggi Contessa Entellina)                                      | 53 269             |
| Corleone  | Chiusa           | Chiusa (oggi Chiusa Sclafani), Giuliana, San Carlo (oggi frazione di Chiusa Sclafani)             | 53 269             |
| Corleone  | Corleone         | Corleone, Roccamena                                                                               | 53 269             |
| Corleone  | Prizzo           | Palazzo Adriano, Prizzi                                                                           | 53 269             |
| Palermo   | Bagheria         | Bagheria, Casteldaccia, Ficarazzi, Solanto (oggi frazione di Santa Flavia)                        | 313 983            |
| Palermo   | Carini           | Capaci, Carini, Cinisi, Isola delle Femmine, Terrasini, Torretta                                  | 313 983            |
| Palermo   | Castellammare    | Castellammare, Ustica                                                                             | 313 983            |
| Palermo   | Marineo          | Marineo                                                                                           | 313 983            |
| Palermo   | Misilmeri        | Belmonte (oggi Belmonte Chiavelli, frazione di Palermo), Misilmeri, Ogliastro                     | 313 983            |
| Palermo   | Molo             | Palermo                                                                                           | 313 983            |
| Palermo   | Monte Pietà      | Palermo                                                                                           | 313 983            |
| Palermo   | Morreale         | Morreale (oggi Monreale), Parco                                                                   | 313 983            |
| Palermo   | Orto Botanico    | Palermo                                                                                           | 313 983            |
| Palermo   | Palazzo Reale    | Palermo                                                                                           | 313 983            |
| Palermo   | Partinico        | Borgetto, Balestrate, Giardinello, Montelepre, Partinico                                          | 313 983            |
| Palermo   | Piana dei Greci  | Piana dei Greci, Santa Cristina (oggi Santa Cristina Gela), San Giuseppe (oggi San Giuseppe Jato) | 313 983            |
| Palermo   | Tribunali        | Palermo                                                                                           | 313 983            |
| Termini   | Alia             | Alia, Roccapalumba, Valledolmo, Vicari                                                            | 100 454            |
| Termini   | Castronuovo      | Castronuovo (oggi Castronovo di Sicilia)                                                          | 100 454            |
| Termini   | Caccamo          | Caccamo, Cerda, Sciara                                                                            | 100 454            |
| Termini   | Ciminna          | Baucina, Ciminna, Ventimiglia (oggi Ventimiglia di Sicilia)                                       | 100 454            |
| Termini   | Lercara          | Lercara (oggi Lercara Friddi)                                                                     | 100 454            |
| Termini   | Mezzojuso        | Diana (oggi Cefalà Diana), Godrano, Mezzojuso, Villafrati                                         | 100 454            |
| Termini   | Montemaggiore    | Aliminusa, Caltavuturo, Montemaggiore (Montemaggiore Belsito), Sclafani (oggi Sclafani Bagni)     | 100 454            |
| Termini   | Termini          | Altavilla (oggi Altavilla Milicia), Trabia, Termini (oggi Termini Imerese)                        | 100 454            |
| Totale    |                  |                                                                                                   |                    |
| 4         | 34               | 75                                                                                                | 538 406            |

## Intendenti
| Nome e cognome                                    | Inizio dell'incarico | Fine dell'incarico | Qualifica   | Affiliazione | Note  |
| ------------------------------------------------- | -------------------- | ------------------ | ----------- | ------------ | ----- |
| ?                                                 | 1º gennaio 1818      | ?                  | Intendente  | Borbonico    | —     |
| ?                                                 | ?                    | ?                  | Intendente  | Borbonico    | —     |
| Giovanni Colonna Romano Filingeri, duca di Cesarò | giugno 1860          | 17 dicembre 1860   | Governatore | Garibaldino  | [ 8 ] |